# Routard.com
Routard.com est le un site web francophone dédié aux voyages et constitue un complément à la version papier du guide du routard.

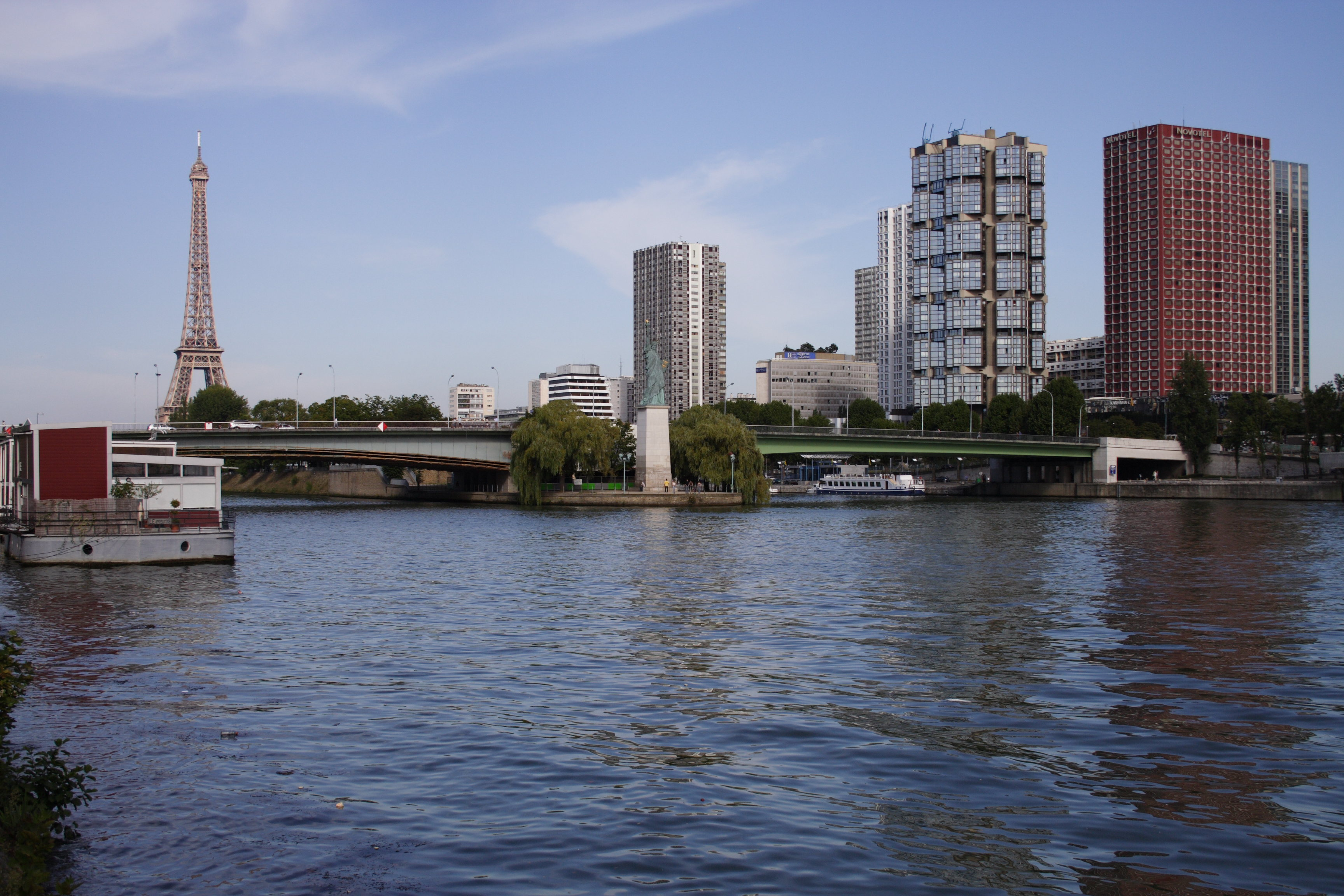
Les bureaux de Routard.com se situent dans les locaux d'Hachette, au Quai de Grenelle, Paris 15e.

## Présentation
Routard.com propose divers contenus éditoriaux sur le thème du voyage ainsi qu'un système de réservation. Le site abrite une communauté francophone de voyageurs, surnommés les "routarnautes".
Le portail est édité par la société Cyberterre et Hachette Livre (tourisme), faisant elles-mêmes partie du groupe Lagardère.

## Histoire

### Web du Routard
C’est en 1996 qu’apparaît la toute première version Web du guide du routard sous le nom "Web du Routard" et hébergée par Club Internet. Il ne s'agit à l'origine que d'un site sur lequel l'équipe du routard raconte ses périples. Cette version, vite dépassée par les nouvelles technologies et le manque de budget, laisse place en 2001 au portail routard.com.

### Routard.com, Cyberterre et Hachette Livre
La version actuelle du site Internet est le fruit d'une collaboration avec le groupe Lagardère, créateur de la société éditrice Cyberterre.
Le site a été lancé par le journaliste Yves Couprie, alors membre de l'équipe du routard.
Philippe Gloaguen, cofondateur du guide, lui laisse alors une totale liberté et c'est ainsi que le site naît avec la collaboration du studio Grolier (devenu Plurimédia). Sa première mise en ligne, qui remonte au 11 juin 2001, a nécessité deux années de travail et l'aide d'une quarantaine de personnes.
En plus d'un réseau de correspondants, huit personnes travaillent à plein temps pour routard.com. Ses bureaux, autrefois situés porte de Vanves, se trouvent actuellement dans les locaux d'Hachette Livre, dans le 15e arrondissement de Paris.

## Audience
En juin 2009, routard.com recense un total de 2,3 millions de visiteurs en France par mois avec 38 millions de pages vues et 4,5 millions de visites au total,.